# Raja Maligas I
Raja Maligas I is een bestuurslaag in het regentschap Simalungun van de provincie Noord-Sumatra, Indonesië. Raja Maligas I telt 1527 inwoners (volkstelling 2010).